# Sayo (woreda)
Pour les articles homonymes, voir Sayo.
Sayo est un woreda de l'ouest de l'Éthiopie situé dans la zone Kelam Welega de la région Oromia. Il a 116 631 habitants en 2007 et s'étend autour de Dembi Dolo.
Le nom du woreda, Sayo, ou parfois Seyo, dérive sans doute de Saïo, l'ancien nom  de Dembi Dolo.
Limitrophe de la région Gambela et de la zone Illubabor, Sayo est bordé dans la zone Kelam Welega par Yemalogi Welele au nord, Hawa Gelan à l'est et Anfillo à l'ouest. Il enclave de plus le woreda urbain de Dembi Dolo.
Au recensement national de 2007, Sayo compte 116 631 habitants, tous ruraux. La majorité des habitants (56 %) sont protestants, 26 % sont orthodoxes, 11 % sont musulmans et moins de 1 % sont catholiques.
En 2022, la population du woreda est estimée à 163 057 personnes avec une densité de population de 139 personnes par km2 et 1 171 km2 de superficie.